# Velký Ořechov
Velký Ořechov é uma comuna checa localizada na região de Zlín, distrito de Zlín.